# Blue Sonnet
Crimson Fang Blue Sonnet (яп. 紅い牙 ブルーソネット, Akai Kiba Blue Sonnet, рус. Синеглазая Соннет) — сёдзё-манга Масахиро Сибаты, выходившая с 1981 по 1987 год. В 1989 году манга получила аниме-адаптацию в виде OVA, состоящего из 5 серий, режиссёра Такэюки Канды.
Сюжет строится вокруг борьбы Соннет — девушки-киборга, тренированной в качестве супервоина, и Ран — японской школьницы со скрытыми паранормальными способностями, пробуждающимися в ней под именем Акаи Киба («Красный клык»).
Хотя Crimson Fang Blue Sonnet заявлена как сёдзё, то есть ориентирована на девочек и молодых девушек, она всё равно содержит большое количество сцен насилия и жестокости.

## Сюжет
Секретная организация «Тарон», лидеры которой жаждут мирового господства, повсюду разыскивает людей, обладающих паранормальными способностями — эсперов. Одна из таких эсперов, девушка по имени Соннет, являющаяся также киборгом, работает на «Тарон». Её отправляют в Токио. Её цель — японская школьница по имени Ран, которая, как подозревает «Тарон», является эспером, а также генетической наследницей древней цивилизации. Для того чтобы следить за Ран, Соннет под видом американской «студентки по обмену» поступает в школу Осэй, где учится Ран. Все школьники без ума от красавицы-американки — но Ран, чья необычная даже для эсперов сила уже начинает пробуждаться, очень быстро начинает понимать, что Соннет не та, за кого себя выдаёт.

## Персонажи
Ран Комацудзаки (яп. 小松崎 蘭 Комацудзаки Ран) — семнадцатилетняя школьница, ученица выпускного класса старшей школы Осэй. Кандзи её имени, 蘭 (ran) в переводе с японского означает «орхидея». Когда Ран была маленькой, самолет, в котором летели она и её родители, потерпел крушение. Ран, единственная выжившая, несколько лет прожила в лесу. Неосознанно используя свои способности, она подчинила себе стаю волков, которые заботились о ней. В начале развития сюжета живёт вместе со своим опекуном Дзином Кирю и его сыном Ватару. Обладает паранормальными способностями, в частности — психокинезом и телепортацией. Доктор Мерикус и другие функционеры «Тарон» называют её Красный Клык (яп. Акаи Киба).
Сэйю: Канда Вака
Соннет Бардж (яп. ソネット·バージ Сонэтто Ба:дзи) — солдат организации «Талон», шестнадцатилетняя девушка с волосами цвета платины (в OVA им придали голубоватый оттенок). Её мать родом из Пуэрто-Рико, отец — из России. Родилась и выросла в трущобах Нью-Йорка. Когда Соннет было 13 лет, у неё стали проявляться паранормальные способности, в результате чего окружающие стали называть её ведьмой и дьявольским ребёнком. Работает на организацию в качестве разведчика, беспощадно выслеживая других эсперов. Тело Соннет было модернизировано доктором Мерикусом, в результате чего она стала ещё и киборгом. Тяжёлое детство и предательство матери, которая продала Соннет уличным сутенёрам, наложило отпечаток на её личность — Соннет безжалостна, честолюбива, старается постоянно контролировать свои эмоции. Полностью преданна организации. Однако пребывание в школе Осэй, общение с Ран и другими одноклассниками заставляет её пересмотреть свои взгляды, бойня в доме Онагара открывает ей истинное лицо «Тарон», а встреча с Бэрдом позволяет испытать чувство первой любви.
Сэйю: Хироми Цуру
Доктор Мерикус (яп. ドクター·メレケス Докута: Мэрикусу) — немецкий учёный еврейского происхождения. Руководит киберпроектами «Тарон», является автором Соннет и киборга-прототипа RX-606. Человек, как правило, хладнокровный и безжалостный, единственное исключение — Соннет, к которой он испытывает чувство, похожее на отеческое.
Сэйю: Итиро Нагаи
Ватару Комацудзаки (яп. 小松崎 亘 Комацудзаки Ватару) — сын Дзина Кирю и сводный брат Ран.
Сэйю: Нодзому Сасаки
Дзин Кирю (яп. 桐生 仁 Кирю: Дзин) — писатель и журналист, будучи другом семьи Комацудзаки, взял на себя заботу о Ран, после гибели её родителей.
Сэйю: Тэссё Гэнда
Сюити Торигаи (яп. 鳥飼修一 Торигаи Сю:ити) — часто называет себя Бэрд (с англ. — «Bird» — «птица»). Является киборгом-прототипом RX-606, на базе которого было построено тело Соннет. Друг Ран и Ватару, присоединился к ним в их борьбе против организации «Тарон».
Сэйю: Масаси Хиронака
Юри Онагара (яп. 小半由里 Онагара Юри) — дочь профессора Онагара, сильный эспер обладающий способностями к ясновидению и телепатии. После попытки самоубийства потеряла зрение и дар речи из-за сильных ожогов. Когда люди «Тарон» убили профессора Онагара и пытались убить её дочь, Юми, стала помогать Ран и её друзьям в их борьбе.
Сэйю: Эми Синохара
Дайсукэ Кисима (яп. 杵島大介 Кисима Дайсукэ) — одноклассник и друг Ран.
Сэйю: Нобуо Тобита
Нару Хайбара (яп. 榛原奈留 Хайбара Нару) — одноклассница и подруга Ран.
Сэйю: Рэй Сакума

## OVA
| №  | Заглавие                                                                                                   | Выпуск           |
| -- | --- | ---------------- |
| 01 | Directive 1: The Pursuer (Директива № 1: Преследователь) «Shirei Nanbā Wan: Tsuisekisha» (指令No.1 追跡者) | 16 июля 1989     |
| 02 | Directive 2: The Tactician (Директива № 2: Тактик) «Shirei Nanbā Tsū: Sakubōsha» (指令No.2 策謀者)         | 25 сентября 1989 |
| 03 | Directive 3: The Challenger (Директива № 3: Претендент) «Shirei Nanbā Surī: Chōsensha» (指令No.3 挑戦者)   | 25 ноября 1989   |
| 04 | Directive 4: The Fighter (Директива № 4: Воин) «Shirei Nanbā Fō: Sentōsha» (指令No.4 戦斗者)               | 25 марта 1990    |
| 05 | Directive 5: The Mourner (Директива № 5: Плакальщик) «Shirei Nanbā Faibu: Rishūsha» (指令No.5 離愁者)      | 25 июня 1990     |